# Lodewijk Severeijns
Lodewijk Severeijns (Antwerpen, 23 februari 1872 - Schaarbeek, 17 maart 1957) was een Vlaams activist en lid van de Raad van Vlaanderen.

## Levensloop
Na middelbare school te hebben gevolgd in het Sint-Ignatiuscollege in Antwerpen, werd Severeijns kantoorbediende en wat later effectenmakelaar.
Actief als Vlaamsgezinde in de Nederduitsche Bond, bekende hij zich tijdens de Eerste Wereldoorlog tot het activisme en werd lid van het radicale Jong-Vlaanderen. Hij wilde Vlaamse onafhankelijkheid, werd lid van de Raad van Vlaanderen en maakte deel uit van het Bureau. Binnen de Raad werd hij voorzitter van de Commissie voor financies. In 1918 ging hij samen met August Borms de Vlaamse krijgsgevangenen bezoeken in de kampen van Göttingen, Soltau en Güstrow. Hij ontmoette er Marcel Breyne en werkte met hem samen aan een poëziebundel onder de titel De Weergalm: Vaderlandsche liederen uit de Duitsche ballingschap.
Onder de schuilnaam Claudius Severus publiceerde hij brochures over de economische achterstand van Vlaanderen en gaf hiervan de schuld aan het Belgische establishment. Alleen de onafhankelijkheid kon hieraan verhelpen, zo luidde zijn betoog.
In november 1918 vluchtte hij naar Nederland, terwijl hij in België bij verstek ter dood veroordeeld werd. Later vestigde hij zich met zijn echtgenote in Berlijn en sympathiseerde er met het beginnende naziregime. In 1922 werd hun dochter Claudia geboren. (Ze studeerde geneeskunde in Leuven tijdens de jaren 1942-1949 en trok na 1958 naar Bolivia als ontwikkelingshelpster.) In 1927 nam hij, samen met René De Clercq en Raf Verhulst, deel aan de Niederländisch-Flämische Woche in Keulen en Bad Godesberg.
Na 1929 en de uitdovingswet, kwam hij naar België terug. Hij vestigde zich in Brasschaat en verhuisde in 1943 naar Schaarbeek, zonder nog activiteiten te ontwikkelen, behalve het schrijven van herinneringen. Het waren geschriften met soms antisemitische, maar vooral cynische en sarcastische ondertonen.

## Publicaties
- Vlaanderen's Weezang, 1916.
- Gerechtigheid, 1916.
- Waarom? Daarom!, 1918.
- Herman DoorWaar, roman, 1934.
- Erasmo arm in arm met een zwerver, 1951.
- Zwerftocht met ontmoet- en ontdekkingen van een oud filosoof, 1955.